# Макарук Лариса Леонідівна

## Науковий ступінь
доктор філологічних наук.

## Наукові інтереси
прикладна лінгвістика, переклад, мультимодальна лінгвістика, паралінгвістика, графічна лінгвістика,  візуальна комунікація, еволюція писемної комунікації, симбіоз вербальних та невербальних засобів у сучасному англійському комунікативному просторі.

## Курси
комунікативна лінгвістика, антропологічна лінгвістика, корпусна лінгвістика.

## Публікації
автор понад 70 праць.

### Розділи у колективних монографіях за кордоном
1.	Makaruk L. The Role and Functions of Pictograms and Ideograms in Mass Media Texts / L. Makaruk and others // What’s in a Text? Inquiries into the Textual Cornucopia. Edited by Adam Glaz, Hubert Kowalewski and Anna Weremczuk. – Cambridge Scholars Publishing. – 2012. – P. 258 – 268.
2.	Makaruk L. Lingustic Approaches to the Study of Multimodal Texts / L. Makaruk and others // Within Language, Beyond Theories. Discourse Analysis, Pragmatics and Corpus-Based Studies: Collective Monograph / edited by Wojciech  Malec, Marietta Rusinek; Cambridge Scholars Publishing, Vol. III – UK, 2015. – P. 26–36.

### Статті у фахових вітчизняних виданнях
1.	Макарук Л. Л. Графічна лінгвістика: становлення, сучасний стан та перспективи розвитку / Л. Л. Макарук // Іноземна філологія. Український науковий збірник. – 2013. – Вип. 125. – Львівський національний університет імені Івана Франка. – С. 16 – 21. 
2.	Макарук Л. Л. Еволюція писемних  засобів комунікації / Л. Л. Макарук // Наукові записки. – Випуск 130. – Сер : Філологічні науки (мовознавство) – Кіровоград: РВВ КДПУ м.. В. Винниченка, 2014. – C. 371 – 376.
3.	Макарук Л. Л. Візуальна комунікація: ключові поняття та вектори аналізу / Л. Л. Макарук // Наукові записки національного університету «Острозька академія». Серія «Філологічна»: збірник наукових праць – Острог : Видавництво Національного університету «Острозька академія». – Вип. 44. – 2014. – С. 167 – 170.
4.	Макарук Л. Л. Термінологічний апарат сучасної графічної лінгвістики / Л. Л. Макарук // Мовні і концептуальні картини світу. – Вип. 52. – Ч. 2. – Київський національний університет імені Тараса Шевченка, ВПЦ «Київський університет», 2014. – С. 127 – 129.
5.	Макарук Л. Л. Мультимодальна грамотність у цифровому столітті / Л. Л. Макарук // Наукові записки національного університету «Острозька академія». Серія «Філологічна»: збірник наукових праць – Острог : Видавництво Національного університету «Острозька академія». – Вип. 54. – 2015. – С. 49-52.
6.	Макарук Л. Л. Мультимодальна лінгвістика: термінологічний апарат і вектори аналізу // Науковий вісник Східноєвропейського національного університету імені Лесі Українки. Серія: Філологічні науки. Мовознавство. – № 6 (307). – Східноєвропейський національний університет імені Лесі Українки, 2015. – С. 64 – 70.
7.	Макарук Л. Л. Новітні лінгвістичні галузі дослідження невербальних усних та невербальних писемних засобів інтеракції / Л. Л. Макарук // Наукові записки. Серія «Філологічні науки» (Ніжинський державний університет імені Миколи Гоголя) / відп. ред. проф. Г. В. Самойленко. – Ніжин : НДУ ім. М. Гоголя, 2016. – Кн.1. – С. 181 – 185.

### Статті у закордонних виданнях та у виданнях, що входять до наукометричних баз даних
1.	Makaruk L. L.  Multidimensional Approaches to the Study of Written Communication / L. L. Makaruk // Science and Education. A New Dimension. Philology. –  I(2), Issue: 11, Nov. 2013. – Budapest, 2013. – P. 184 – 187.
2.	Макарук Л. Л. Способы визуализации текстовой информации / Л. Л. Макарук // Язык и социальная динамика : спец. вып. Ценности социума : сб. науч. тр. / отв. ред. А. В. Михайлов, Т. В. Михайлова ; Сиб. гос.аэрокосмич. ун-т. – Красноярск, 2013. – С. 389 – 396.
3.	Макарук Л. Л. Специфіка сучасного англомовного мультимодального дискурсу / Л. Л. Макарук // East European Journal of Psycholinguistics. –  Issue 2. – СНУ імені Лесі Українки, Луцьк. –  2014. – С. 34 – 39.
4.	Макарук Л. Л. Специфіка знаків  і знакових систем / Л. Л. Макарук //  Молодий вчений. Науковий журнал. № 2 (17), лютий, Ч. V. – Видавничий Дім «Гельветика», Херсон, 2015. – С. 82 – 85.
5.	Makaruk L. L. A Linguistics-oriented Study of the Primary Aspects of the Processes Involved in the Perception of Graphic Images  / L. L. Makaruk // Science and Education. A New Dimension. Philology. –  IV(18), Issue: 80. – Budapest, 2016. – P. 86 – 89.
6.	Makaruk L. Options for Multimodal Expression and the Literacy Required for Perceiving Meaning of Textual Material in the Digital Age / L. Makaruk // East European Journal of Psycholinguistics. –  Lutsk : Lesya Ukrainka Eastern European National University, 2016. – Vol. 3, No 1. – P. 83–90.

### Тези доповідей та матеріали  міжнародних конференцій опубліковані за кордоном
1.	Makaruk L. Linguistic Approaches to the Study of Creolized Texts / L. Makaruk //  Book of Abstracts. Linguistics Beyond and Within. International Linguistics Conference in Lublin (14-16 November). John Paul II Catholic University of Lublin, Poland. – 2013. – P. 68 – 69.
2.	Makaruk L.  Non-verbal Elements within Multimodal Discourse and the Systematization of Research Approaches to those Elements / L. Makaruk // Book of Abstracts. Linguistics Beyond and Within. Challenging Ideas and Innovative Applications. International Linguistics Conference in Lublin, John Paul II Catholic University of Lublin, Poland. – 2014. – P. 73.
3.	Makaruk L. The Role of Visual Perception and Visual Recognition in Deriving Meaning from Multimodal Texts / L. Makaruk //  Book of Abstracts. Linguistic Snapshots: language and cognition 3. –  "Explorations in Lexico-Grammar Continuum". – Sosnowiec. – 2014 – P. 27.
4.	Makaruk L. Multimodal Texts: Potential Directions for Further Research / L. Makaruk // CREATING, SHAPING, SIGNIFYING. Abstracts. 10th Brno Conference of English, American and Canadian Studies. Brno, Czech Republic, 5 – 7 February, 2015. – P. 84 – 85.
5.	Makaruk L. Pictograms–highly Expressive and Effective Elements of Multimodal Texts [Electronic resource] / L. Makaruk. – Access mode : http://www.lit.auth.gr/amgl37/main_conference/Makaruk.pdf [Архівовано 15 листопада 2021 у Wayback Machine.].
6.	Makaruk L. Multimodal Metaphors Based on Pictograms / L. Makaruk // RaAM 11 Metaphor in the Arts, in Media and in Communication. The 11thConference of the Association for Researching and Applying Metaphor. – Berlin : Freie Universitat, 2016. – July 1–4. – P. 131–132.
7.	Makaruk L. The Range and the Communicative Importance of Paralinguistic Means Employed in Contemporary Multimodal Texts / L. Makaruk // 1st International Conference on Sociolinguistics. ICS 2016 – Electronic Resource. – Abstract book. –  Budapest : Eötvös Loránd University, 2016. – P. 92.

### Тези доповідей та матеріали конференцій опубліковані в Україні
1.	Макарук Л. Л. Лінгвістична мультимодальність / Л. Л. Макарук //  «Мова та література у полікультурному просторі»: Матеріали міжнародної науково-практичної конференції: м. Львів, 31 січня – 01 лютого 2014 р. – Львів: ГО «Наукова філологічна організація «ЛОГОС», 2014. – С. 98 – 102.
2.	Макарук Л. Л. Вплив інформаційної революції на розвиток сучасної англійської мови / Л. Л. Макарук //  «Нове та традиційне у дослідженнях сучасних представників філологічних наук»: Міжнародна науково-практична конференція, м. Одеса, 14-15 березня 2014 року. – Одеса: Південноукраїнська організація «Центр філологічних досліджень», 2014. – C. 52 – 54.
3.	Макарук Л. Л. Паралінгвістика XXI століття: проблеми та перспективи / Л. Л. Макарук // Сучасні дослідження з лінгвістики, літературознавства і міжкультурної комунікації (ELLIC 2015) : матеріали II Міжнародної наукової конференції / відп. ред. Н. Я. Яцків; Прикарпатський національний університет імені Василя Стефаника. – Івано-Франківськ: Видавець Кушнір Г.М., 2015. – С. 76 – 80.
4.	Макарук Л. Л. Таксономія паралінгвальних засобів комунікації / Л. Л. Макарук // Людина. Комп’ютер. Комунікація: зб. наук. пр.  – Львів : Вид-во Львів. політехніки, 2015.  – С. 126–127.
5.	Макарук Л. Л. Про нові парадигми лінгвістичних досліджень / Л. Л. Макарук // Матеріали Міжнародної науково-практичної конференції «Мова в професійному вимірі: комунікативно-культурний аспект». – Харків, 2014. – C. 67 – 71.
6.	Макарук Л. Л. Зображення як невід’ємні сегменти філологічних досліджень / Л. Л. Макарук // Міжкультурна компетентність у контексті вивчення іноземної мови : зб. матеріалів міжвузівської наук.-практ. конф., 14 квіт. 2016 р., м. Луцьк / Луцький національний технічний університет. – Луцьк : РВВ Луцького НТУ, 2016. – С. 79–80.

## Участь у вітчизняних конференціях (вибрані)
1.	VI Міжнародна наукова конференція «Пріоритети романського і германського мовознавства» (7–9 червня 2013 р., оз. Світязь).
2.	Міжнародна наукова конференція «Взаємодія етнічних і планованих мов у контексті Європейської інтеграції» (20–21 вересня, м. Луцьк)
3.	Міжнародна наукова конференція Megaling 2013 «Горизонти прикладної лінгвістики та лінгвістичних технологій» (19 – 22 листопада, м. Київ).
4.	Міжнародна науково-практична конференція «Мова та література у полікультурному просторі» (31 січня – 01 лютого 2014 року, м. Львів). 
5.	VIII Міжнародна науково-практична конференція «Міжкультурна комунікація: мова – культура - особистість» (03 – 04 квітня 2014 року, м. Остріг).
6.	Всеукраїнська наукова конференція за участю молодих вчених «Філологічна наука в інформаційному суспільстві» (10 квітня 2014 року, м. Київ).
7.	VIII Міжнародна наукова конференція «Актуальні проблеми термінознавства, романо-германської філології та перекладу» (25-26 квітня 2014 року, м. Чернівці).
8.	I Всеукраїнська науково-практична конференція «Мова як засіб міжкультурної комунікації» (16-17 травня 2014 року, м. Херсон).
9.	III Міжнародна наукова конференція «Пріоритети германського та романського мовознавства» (13-15 червня 2014 р., с. Світязь).
10.	VII Міжнародної наукової конференція “Іноземна філологія у XXI столітті” (17-18 жовтня 2014 року, м. Запоріжжя).
11.	Міжнародна наукова конференція «Язык в различных сферах коммуникации» (25-26 вересня 2014 р., м. Чита).
12.	Міжнародна науково-практична конференція «Мова в професійному вимірі: комунікативно-культурний аспект» (17-18 грудня 2014 р., м. Харків).
13.	ІІ Міжнародна наукова конференція «Сучасні дослідження з лінгвістики, літературознавства і міжкультурної комунікації» (19-20 лютого 2015р.,м. Івано-Франківськ).
14.	ІІ Міжнародна наукова конференція «Людина. Комп’ютер. Комунікація» (22-24 квітня 2015р., м. Львів).
15.	IX Міжнародна науково-практична конференція «Міжкультурна комунікація: мова-культура-особистість» (23-24 квітня 2015р., м. Острог).
16.	International conference “Challenges of Psycholinguistics and psychology of Language and Speech – COPAPOLS 2015” (15-17th May, 2015, Lutsk-Svitiaz’).
17.	IX Міжнародна наукова конференція «Пріоритети германського і романського мовознавства» (12-14 червня 2015 р., с. Світязь).
18.	Х Міжнародна наукова конференція «Пріоритети германського і романського мовознавства» (13–19 червня 2016 р., с. Світязь).
19.	V Міжнародна науково-практична конференція «Професійна підготовка вчителя початкової школи: актуальні проблеми філології та лінгводидактики» (2–5 червня 2016 р., с. Світязь).
20.	ІІІ Всеукраїнська науково-практична конференція «Мова як засіб міжкультурної комунікації» (22 – 23 квітня 2016 р., м. Херсон).

## Участь у конференціях  за кордоном (вибрані)
1.	1st International Linguistic Conference “Linguistics Beyond and Within” (14 – 16 November, 2013, Lublin, Poland).
Тема доповіді: Linguistic Approaches to the Study of Creolized Texts.
2.	Linguistic Snapshots: Language and Cognition 3: "Explorations in Lexico-Grammar Continuum" 16 – 17 May, 2014, Sosnowiec, Poland).
Тема доповіді: The Role of Visual Perception and Visual Recognition in Deriving Meaning from Multimodal Texts.
3.	International Linguistic Conference “Linguistics Beyond and Within (Challenging Ideas and Innovative Applications)” (6-7 November 2014, Lublin, Poland). 
Тема доповіді: Non-verbal Elements within Multimodal Discourse and the Systematization of Research Approaches to those Elements.
4.	10th Brno Conference of English, American and Canadian Studies (5 – 7 February 2015, Brno, Czech Republic).
Тема доповіді: Multimodal Texts: Potential Directions for Further Research.
5.	37 th Annual Meeting of the Department of Linguistics (12-14 May, 2016, Thessaloniki, Greece). 
Тема доповіді: Pictograms–highly Expressive and Effective Elements of Multimodal Texts.
6.	RaAM 11 Conference: Metaphor in the Arts, in Media and Communication (July 1-4, 2016, Berlin, Germany).
Тема доповіді: Multimodal Metaphors Based on Pictograms.
7.	1st INTERNATIONAL CONFERENCE ON SOCIOLINGUISTICS:
Insights from Superdiversity, Complexity and Multimodality
(1-3 September 2016, Budapest, Hungary).
Тема доповіді: The Range and the Communicative Importance of Paralinguistic Means Employed in Contemporary Multimodal Texts.

## Інший професійний досвід
1.	З 2013 р. – куратор Наукового товариства аспірантів і студентів факультету іноземної філології, виконуюча обов’язки заступника декана з наукової роботи ФІФ.
2.	Керівник студентської проблемної групи «Мультимодальна лінгвістика». З 2013 року членами означеного осередку опубліковано понад 50 робіт.
3.	Член-журі II етапу Всеукраїнської студентської олімпіади з прикладної лінгвістики (2015р., 2016р.).

## Членство у редколегіях наукових видань
1.	Член редколегії фахового наукового журналу  «Актуальні питання іноземної філології» (наказ МОН № 515 від 16 травня 2016 року).
2.	Член редколегії наукового журналу для молодих учених “SCIENTIA EST POTENTIA: молодіжний науковий вісник інституту іноземної філології”.

## Членство у професійних товариствах та осередках
The Association for Researching and Applying Metaphor (RaAM) (2016).